# SBTV
SBTV, odnosno Slavonskobrodska televizija je utemeljena rujna 2003. godine, a prvi program emitiran je 1. srpnja 2004. godine. Televizija emitira cjelodnevni program.

## Pokrivenost signalom
Signalom s odašiljača Papuk, Psunj i Košarevac u Slavonskom Brodu unutar multipleksa M2 na 43. kanalu UHF-a, SBTV se može pratiti na cijelom području digitalne regije D2 koji obuhvaća dio Bjelovarsko-bilogorske, Virovitičko-podravske, Požeško-slavonske, dio Brodsko-posavske, dio Osječko-baranjske i dio Sisačko-moslavačke županije.

## Vanjske poveznice
- www.sbtv.hr